# Capucine

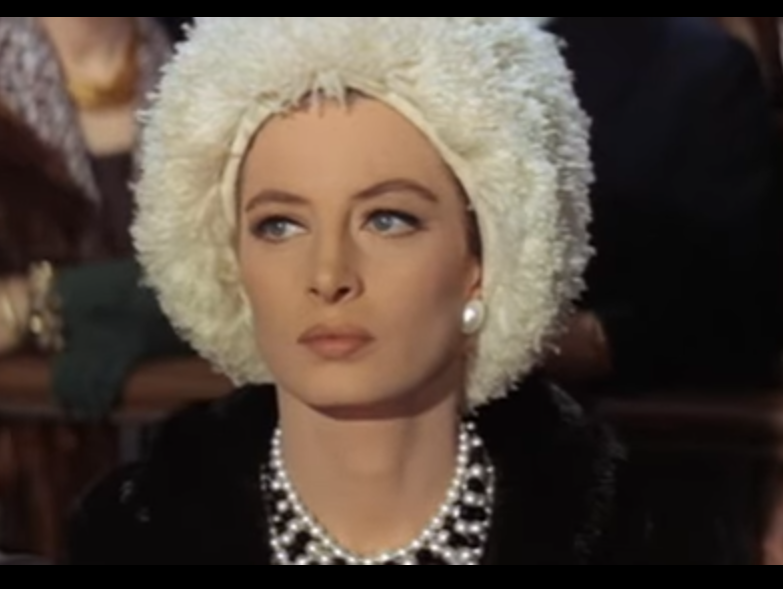
Capucine într-o scenă din filmul Pantera roz (1963)

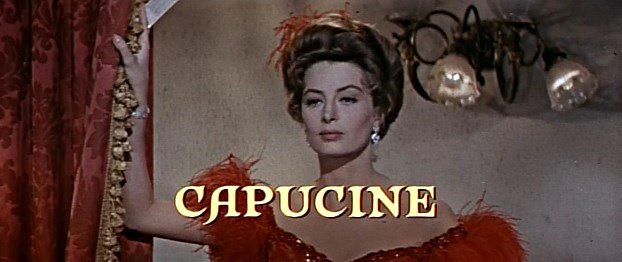
Capucine într-o scenă din filmul În nord, spre Alaska! (1960)

Capucine (născuta ca Germaine Hélène Irène Lefebvre, n. 6 ianuarie 1928, Saint-Raphaël, Provence-Alpes-Côte d'Azur, Franța – d. 17 martie 1990, Lausanne, cantonul Vaud, Elveția) a fost un fotomodel și actriță franceză. Este cel mai cunoscută pentru rolurile de comedie din Pantera Roz (1963) și Ce e nou, pisicuțo? (1965). A apărut în 36 de filme și 17 producții de televiziune între 1948 și 1990.

## Biografie
Lucrează ca manechin pentru marile case de modă parisiene Dior, Balmain, Givenchy și se bucură de o publicitate care în 1960 o lansează în cinematografie. După apariția romantică din Franz Liszt, genul ei de frumusețe va acapara filmele de aventuri, western și polițiste precum În Nord, spre Alaska, Soare roșu sau Domnișoara doctor. Genul consacrat al artistei rămâne totuși filmul de costume (Michel Strogoff) sau de ambianță exotică (Leul, turnat în Africa). Eleganța fără cusur și frumusețea ei de brunetă cu ochi albaștrii, se va impune și în filme de comedie savuroasă de genul Ce e nou, pisicuțo?.

## Filmografie selectivă
- 1948 Vulturul cu două capete (L'aigle à deux têtes), regia Jean Cocteau
- 1949 Întâlnire în iulie (Rendez-vous de juillet), regia Jacques Becker
- 1949 Branquignol, regia Robert Dhéry
- 1950 Mon ami Sainfoin, regia Marc-Gilbert Sauvajon
- 1951 Bertrand coeur de lion, regia Robert Dhéry
- 1955 Frou-Frou, regia Augusto Genina
- 1960 Franz Liszt (Song Without End), regia George Cukor
- 1960 În nord, spre Alaska! (North to Alaska), regia Henry Hathaway
- 1961 Michel Strogoff (Le triomphe de Michel Strogoff), regia Viktor Turjanski
- 1962 Pe drumul sălbatic (Walk on the Wild Side), regia Edward Dmytryk
- 1962 Leul (The Lion), regia Jack Cardiff
- 1962 I Don Giovanni della Costa Azzurra, regia Vittorio Sala
- 1963 Pantera Roz (The Pink Panther), regia Blake Edwards
- 1965 Ce e nou, pisicuțo? (What's New, Pussycat?), regia Clive Donner
- 1966 Le fate, regia Mauro Bolognini și Mario Monicelli
- 1967 Borcanul cu miere (The Honey Pot), regia Joseph L. Mankiewicz
- 1969 Domnișoara doctor (Fräulein Doktor), regia Alberto Lattuada
- 1969 Satyricon (Fellini - Satyricon), regia Federico Fellini
- 1971 Soare roșu (Soleil rouge), regia Terence Young
- 1975 Incorigibilul (L'incorrigible), regia Philippe de Broca
- 1975 Jackpot, regia Terence Young
- 1976 Bluff - Storia di truffe e di imbroglioni, regia Sergio Corbucci
- 1977 Ecco noi per esempio..., regia Sergio Corbucci
- 1979 Sub patru steaguri (Contro 4 bandiere), regia Umberto Lenzi
- 1979 Secretul casetofonului (Giallo napoletano), regia Sergio Corbucci
- 1979 Aventură în Arabia (Arabian Adventure), regia Kevin Connor
- 1982 Pe urmele Panterei Roz (Trail of the Pink Panther), regia Blake Edwards
- 1983 Balles perdues, regia Jean-Louis Comolli
- 1983 Blestemul Panterei Roz (Curse of the Pink Panther), regia Blake Edwards
- 1987 I miei primi 40 anni, regia Carlo Vanzina
- 1988 Pygmalion 88, regia Flavio Mogherini